# Galeodes marginatus
Espèce
Galeodes marginatus est une espèce de solifuges de la famille des Galeodidae.

## Distribution
Cette espèce est endémique de Turquie. Elle se rencontre vers Yumurtalık.

## Description
La femelle holotype mesure 26 mm.

## Publication originale
- Roewer, 1961 : Einige Solifugen und Opilioniden aus der Palearctischen und äthiopischen. Région.  Seckenbergiana Biologica, vol. 42, no 5/6, p. 479-490 (texte intégral).